# Ochsenklavier

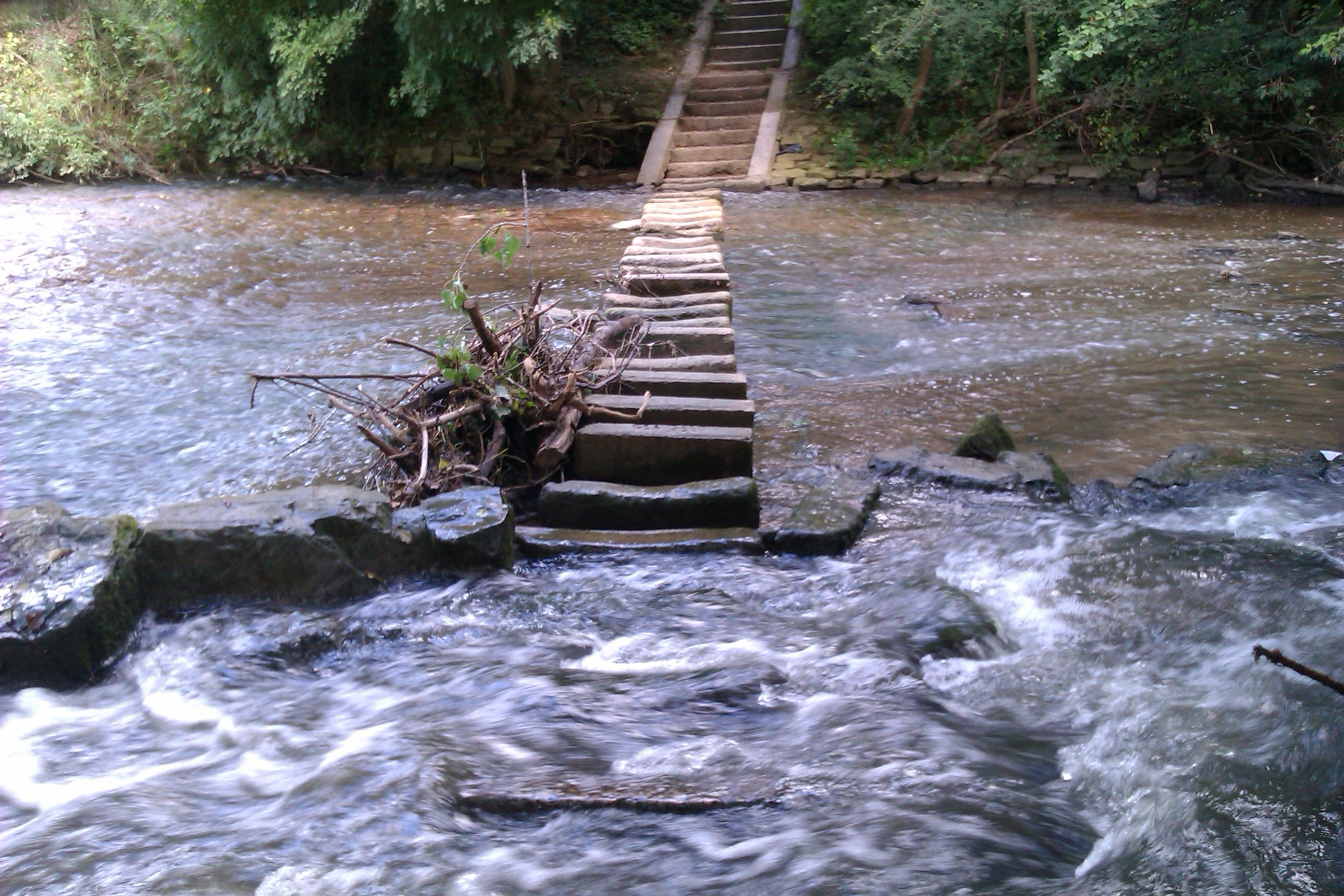
Ochsenklavier in der Pfrimm

Ein an seichten Stellen von Bächen und kleineren Flüssen aus Trittsteinen gefertigtes Ochsenklavier ermöglichte Menschen und Vieh die Überquerung. Einige solcher Einrichtungen haben als Baudenkmäler bis in die heutige Zeit überdauert.
Zuweilen werden auch andere Bauwerke Ochsentreppe genannt, weil sie an eine solche Überquerungshilfe erinnern; beispielsweise eine flache Treppe oder eine Fischtreppe.

## Technik

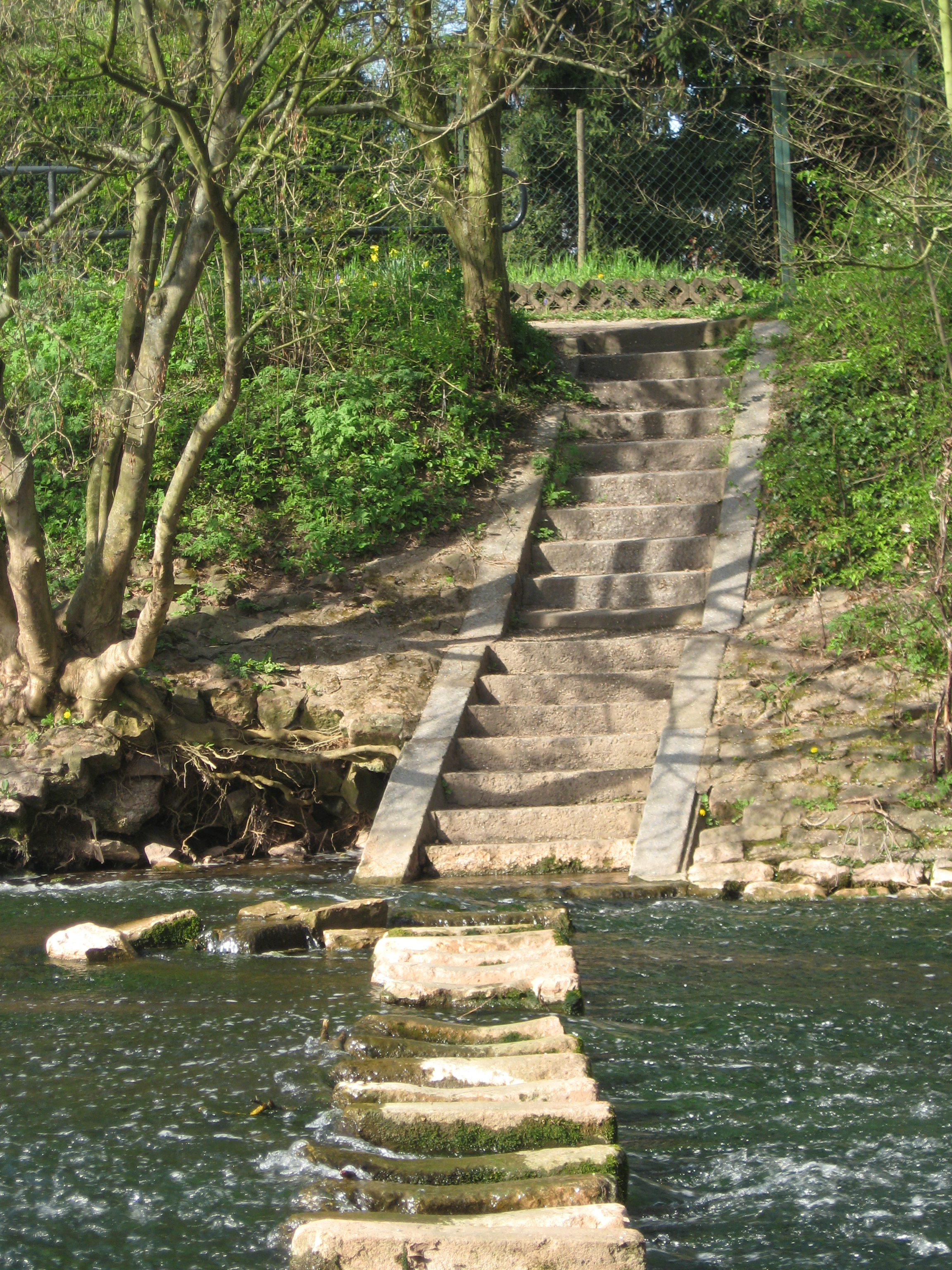
Ochsenklavier von Pfiffligheim in der Pfrimm

Wenn eine Brücke fehlte, wurden an geeigneter Stelle Trittsteine in Reihe durch das Gewässer gelegt, um ein Einsinken von Mensch und Tier in Sand oder Schlick auf der Gewässersohle zu verhindern. Um dem Ausrutschen entgegenzuwirken, wurden oftmals behauene Steinquader verwendet, deren Oberflächen leicht konkav geformt waren, also eine geringfügige Vertiefung zur Mitte hin hatten.

## Geschichte und Name
Ochsenklaviere wurden in der Neuzeit – beispielsweise um das Jahr 1900 – errichtet, wenn es an Geld für die Anlegung einer Brücke mangelte. Der Name entstand, weil das Aussehen der Anlage der Klaviatur eines Tasteninstruments ähnelte.

## Ochsenklaviere in Gewässern
Ochsenklaviere haben in den folgenden Gewässern überdauert:
- Amper-Oberlauf (Ammer) bei Peißenberg (Oberbayern)[4]
- Pfrimm in Worms (Rheinhessen) an mehreren Stellen[2][3]
- Trubach, linker Zufluss der Wiesent bei Pretzfeld (Oberfranken)[5]
- Vidourle in Sommières, im Département Gard, Frankreich

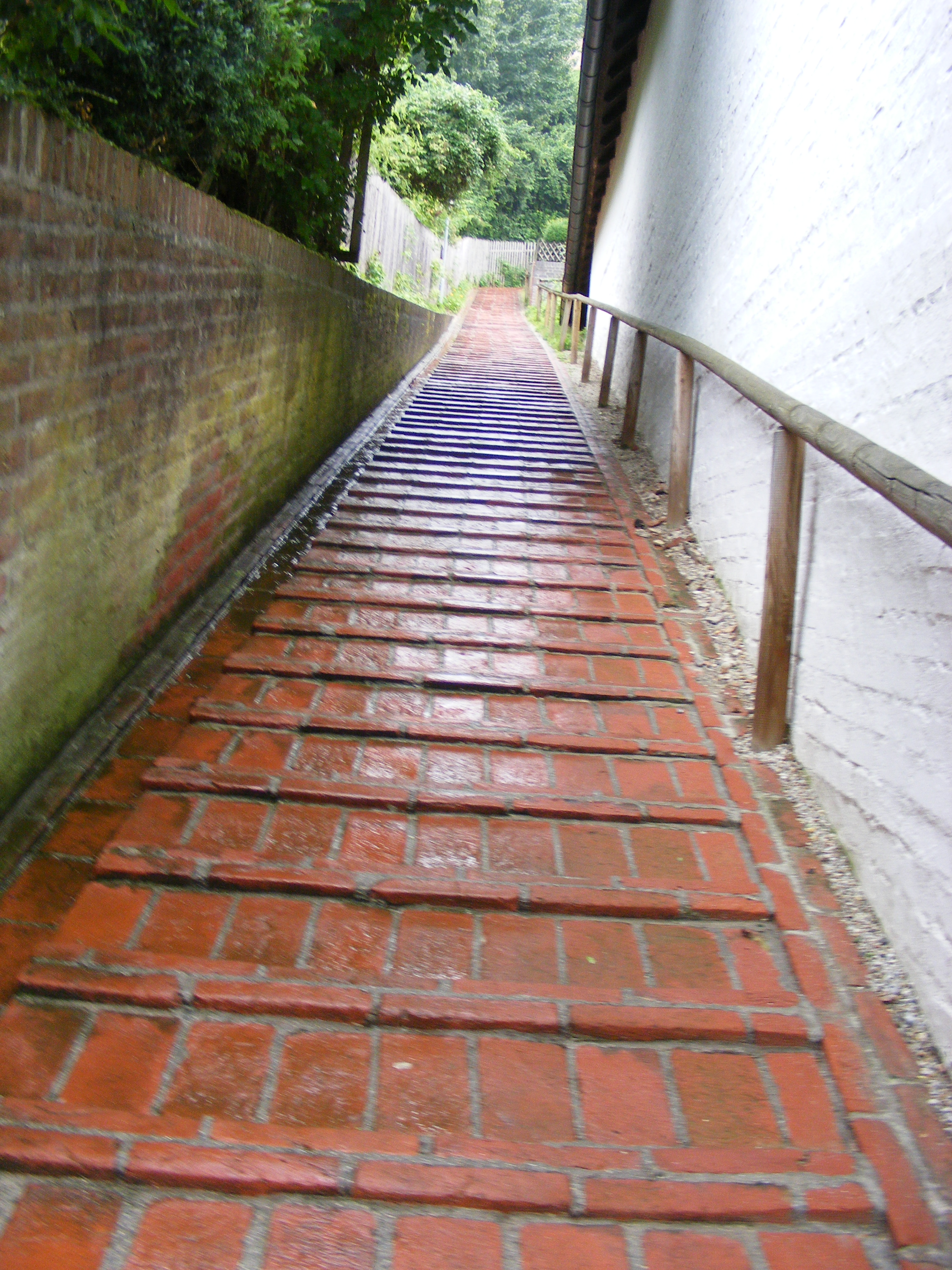
Fürstentreppe in Landshut

## „Ochsenklaviere“ nicht in Gewässern
Von den Ochsenklavieren, die sich nicht in Gewässern befinden und denen der Volksmund lediglich wegen ihres ähnlichen Aussehens diese Bezeichnung gegeben hat, dürfte die Fürstentreppe als Aufgang zur Burg Trausnitz in Landshut am bekanntesten sein. Sie erleichterte das Erreichen des Burghofs zu Pferd.
Ochsenklavier im Böhmerwald: Ehemaliger Knüppelweg durch das Hochmoor zwischen Spiegelau und Rachelsee.